# Siła spustu
Siła spustu – siła jaką należy przyłożyć do spustu w celu uruchomienia mechanizmu uderzeniowego i spowodowania wystrzału. Wielkość siły spustu jest kompromisem pomiędzy koniecznością zapewnienia bezpieczeństwa (zbyt mała siła spustu może być przyczyną strzałów przypadkowych), a celności broni (duża siła spustu zmniejsza celność zwiększając prawdopodobieństwo poruszenia broni podczas ściągania spustu).